# مسافرخانه
مسافرخانه نوعی مکان اقامتی اجاره‌ای است. معمولاً هر اتاق دارای یک تا دو تخت است. امکانات بهداشتی (حمام و توالت) و نیز آشپزخانه در بسیاری موارد در بیرون از اتاق‌ها قرار دارند و به صورت اشتراکی مورد استفاده قرار می‌گیرند.

## معنی واژه
مسافرخانه . [م ُ ف ِ ن َ / ن ِ] (اِ مرکب) جایی که مسافر فرود آید. جایی که مسافر منزل کند. مهمان خانه و کاروانسرای و منزلگاه مسافر. (ناظم الاطباء). در تداول امروزه بین مسافرخانه و مهمانخانه فرق می‌گذارند، چنان‌که مسافرخانه محل اقامت و شب به سر بردن است، اما مهمانخانه جز از اقامت، غذا (شام و نهار و صبحانه) نیز برای استفادهٔ مهمانان دارد.

## در ایران
در ایران به مکانهای اقامتی ارزان قیمت شبانه‌روزی، مهمانپذیر و نیز مسافرخانه گفته می‌شود. در نیمهٔ اول قرن چهاردهم خورشیدی، ساخت مسافرخانه‌های ارزان قیمت در شهرهای مختلف ایران گسترش یافت و در شهرهای مختلف این مکان‌ها، در میدان‌ها اصلی شهر، دروازه‌های ورودی و نیز در مجاورت گاراژهای مسافرتی ساخته شدند. در دهه‌های اخیر، علاقهٔ بیشتری به ساخت و اقامت در هتل به وجود آمده است. به همین دلیل، بسیاری از مسافرخانه‌های قدیمی تغییر کاربری داده‌اند. در دوره‌های قدیمی تر، کاروانسراها نقش مهمانخانه را بر عهده داشته‌اند.

## در کشورهای دیگر

### مهمان‌سرای جوانان

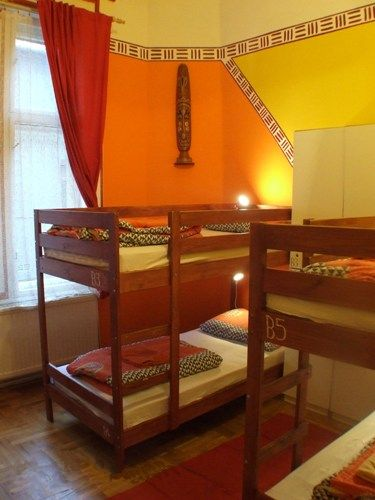
اتاق یک مسافرخانه در بوداپست مجارستان

مهمان‌سرای جوانان (youth hostel) اقامتگاهی ارزان‌قیمت، ویژهٔ اقامت جوانان برای مدت کوتاه است. این‌گونه مهمان‌سراها محل خوابی است که تخت‌های یک اتاق را به شما اجاره می‌دهد و در واقع یک اتاق بین چند نفر مشترکاً بهره‌برداری می‌شود. تعداد تخت‌ها در هر اتاق از ۲ الی ۸ تخت متغیر است. بسیاری مهمان‌سراها در سال‌های اخیر اتاق‌های تک نفری نیز دراختیار مسافر قرار می‌دهند. مهمان‌سراها کم و بیش هیچ چیزی از امکانات هتل‌ها کم ندارند و تقریباً تنها چیزی که قیمت آن‌ها را پایین می‌آورد استفاده کردن هم‌زمان چند نفر از یک اتاق می‌باشد. البته تا آنجایی که تجربه نشان داده است خیلی به ندرت پیش می‌آید که تمام اتاق‌های یک مهمان‌سرا پر از مسافر باشند، در ۸۰ درصد اوقات شما تنها یا با یک یا دو نفر دیگر در آن اتاق اسکان خواهید داشت.
مهمان‌سراهای معتبر دارای اتحادیه بین‌المللی هستند و به مسافران و جهانگردانی که خواهان اقامت ارزان قیمت هستند در سراسر شهرهای کشورهای مختلف جهان سرویس می‌دهند.

### زندگی در مهمان‌سرای جوانان
زندگی در مهمان‌سرا از این منظر قابل توجه است که شما به راحتی با افرادی از کشورهای دیگر هم اتاق می‌شوید و می‌توانید دوستان زیادی را در کشورهای دیگر پیدا کنید و حتی قرار سفر بعدی را برای کشور آن‌ها تنظیم کنید! از آنجا که بیشتر گردشگران جوان دنیا به این محلها می‌آیند و ارتباط مستقیم و نزدیکی باهم دارند امکان پیدا کردن دوستان صمیمی و نزدیکی از همه دنیا برای شما فراهم می‌شود و از آنجایی که همه گردشگر هستند می‌توانید در بعضی از قسمت‌های سفر با آن‌ها همسفر بشوید و با تقسیم کردن هزینه‌ها باز هم در پول مصرفی خود در حین سفر صرفه جویی عمده نمایید.

### ویژگی مهمان‌سراها
مهمان‌سراها بر خلاف هتل‌ها دارای امکانات پخت‌وپز در آشپزخانه بوده و همه نوع وسیله طبخ مانند اجاق گاز، فر خوراک پزی، مایکروویو، توستر نان، قابلمه، ماهیتابه، بشقاب، قاشق و چنگال و لیوان و غیره در آن‌ها برای آشپزی و غذا خوردن مهیا است. در حقیقت استفاده از توالت، حمام و آشپزخانه در مهمان‌سراها مشترک است، علاوه بر اینکه این مکان‌ها اکثراً بهداشتی هستند.

### هزینه اقامت در مهمان‌سرای جوانان
قیمت یک شب استراحت در مهمان‌سراهای اروپایی برای هر نفر بین ۱۰ تا ۱۵ دلار متغیر است و برای کشورهای آسیایی یا آمریکای لاتین به شبی ۵ دلار هم می‌رسد. البته قیمت اتاق‌های خصوصی کمی بیشتر است. اتاق‌های خصوصی گزینه بهتری برای متاهل‌ها است. این در مقایسه با هتل‌های شبی ۱۰۰ تا ۱۵۰ دلار به صرفه است. همچنین در هتل شما امکان پخت‌وپز ندارید و مجبورید از غذاهای بیرون نیز استفاده کنید که آن هم هزینه شما را بالا می‌برد؛ ولی در مهمان‌سرا شما می‌توانید مواد اولیه ارزان را از سوپرمارکت‌ها تهیه کرده و با استفاده از قابلمه و ظرف‌هایی که در آشپزخانه مهمان‌سراها مهیا می‌باشد، خودتان غذای مورد علاقه خود را بپزید و حتی باقی‌مانده آن را برای فردا در یخچال مهمان‌سرا نگهداری نمایید.

#### کارت اشتراک سالیانه
اگر مهمان‌سرای شما عضو اتحادیه بین‌المللی مهمان‌سراداران در سایت باشد، شما می‌توانید از هر یک از مهمان‌سراهای زیر نظر این اتحادیه یک کارت فیزیکی عضویت دریافت کرده و از ۴۰۰۰ مهمان‌سرا عضو این اتحادیه در سراسر دنیا از تخفیف قابل توجهی در قیمت مهمان‌سراها برخوردار شوید. این کارت به ارزش تقریبی ۲۴ دلار است و به نام شما صادر می‌شود و به شما تخفیفی بین ۱۵ تا ۲۰ درصد در قیمت مهمان‌سراهای عضو این اتحادیه در سراسر دنیا ارائه می‌دهد. همچنین اگر بیشتر از ۱۰ شب در یک مهمان‌سرا قصد توقف دارید می‌توانید از صاحب مهمان‌سرا یک تخفیف بیشتری هم برای اقامت طولانی مدت خود دریافت کنید.

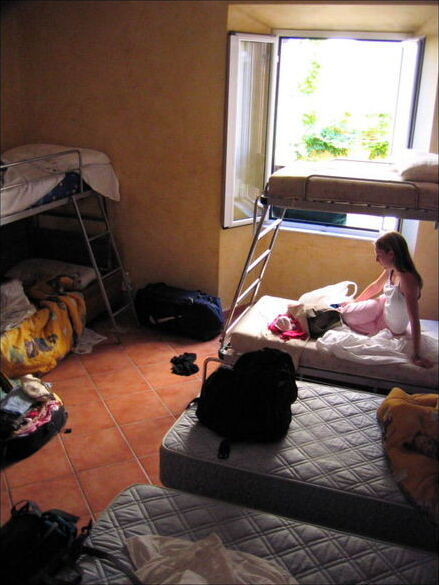
مسافرخانه‌ای در رم ایتالیا

### رزرو در مهمان‌سرا
از طریق اینترنت به راحتی می‌توانید یک مهمان‌سرا در هر شهر از هر کشوری که بخواهید پیدا کنید و سپس با مکالمه تلفنی اتاق مورد نظر خود را رزرو کنید. برای این کار نیاز به پرداخت پول از طریق کارت اعتباری بانکی نمی‌باشد.
اغلب صاحبان مهمان‌سرا شبها را در آن سپری نمی‌کنند و مهمان‌سرا کاملاً در اختیار مهمانان آن است؛ بنابراین اگر دیرهنگام به شهر مورد نظر خود می‌رسید باید از مسئول مهمان‌سرا بسته به نوع امکانات آن، محل قرار گرفتن کلید اتاق یا رمز عبور باز کردن درب اتاقی که رزرو کرده‌اید را از وی بپرسید تا موقع ورود به مهمان‌سرا دچار مشکل پشت درماندن نشوید.